# Pomnik Unii Lubelskiej w Lublinie

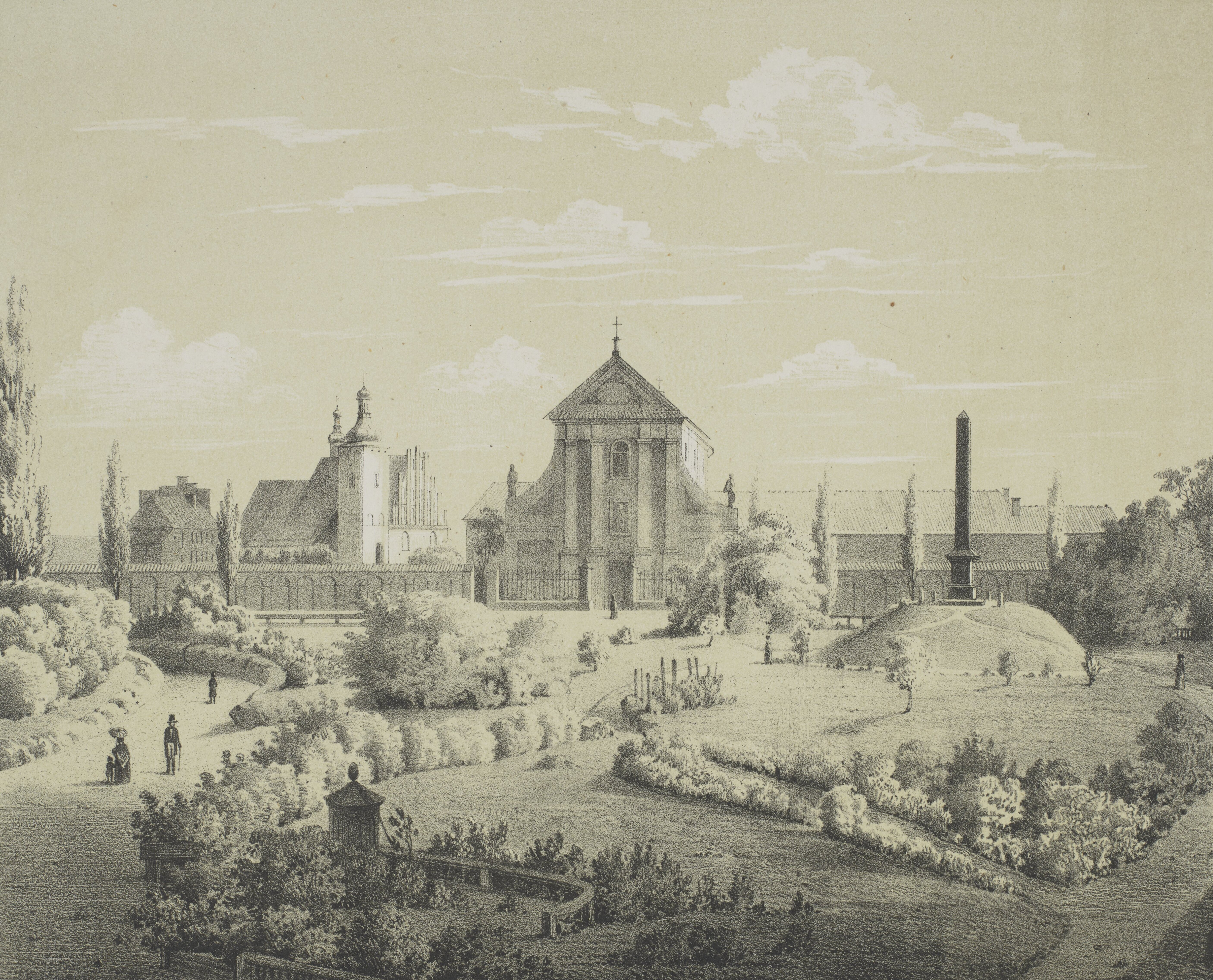
Kościół Kapucynów i pomnik Unii Lubelskiej ok. 1860 roku, litografia Adama Lerue

Pomnik Unii Lubelskiej – pomnik na placu Litewskim w Lublinie, wystawiony według koncepcji Stanisława Staszica, projektu Feliksa Bentkowskiego i Pawła Malińskiego, odsłonięty 26 sierpnia 1826 roku. Upamiętnia on zawartą w Lublinie unię Korony Królestwa Polskiego z Wielkim Księstwem Litewskim z 1 lipca 1569. Pomnik wzniesiono w miejscu, gdzie obozowała szlachta przybyła na sejm i gdzie odbywały się obrady, naprzeciwko obecnego kościoła i klasztoru kapucynów. Jest jednym z trzech lubelskich obiektów uznanych w marcu 2007 roku przez Unię Europejską za symbol dziedzictwa europejskiego. Przy pomniku znajduje się końcowy przystanek Jagiellońskiego Szlaku Unii Lubelskiej, który wiedzie z Zamku Lubelskiego.

## Historia
Pierwotny monument wystawiono jeszcze w roku 1569, na polecenie Zygmunta Augusta. Według opisu w kronikach kapucyńskich był to czworoboczny obelisk o wysokości 12 łokci, zbudowany z kamienia i cegły, nakryty dachówką; w niszy stały dwa kamienne posągi symbolizujące strony – Polaka i Litwina, bądź – jak podaje inna wersja – Władysława Jagiełłę i królową Jadwigę. Jego wygląd utrwalony został na obrazie, który można obejrzeć w Muzeum Historii Miasta Lublina.
W połowie XVII wieku w bliskości pomnika wybudowany został kościół z klasztorem i szpitalem Bonifratrów. Z czasem, z racji sąsiedztwa, pomnik unii zaczęto nazywać pomnikiem „pod Bonifratrami”. Przy kościele znajdował się cmentarz grzebalny otoczony murem klasztornym. Obelisk został usunięty w 1819 roku w trakcie urządzania ówczesnego placu Musztry i rozbiórki szpitala oraz kościoła Bonifratrów, które w końcu XVIII i na początku XIX wieku popadły w ruinę. W trakcie burzenia budynków zakonnych uległ również zniszczeniu obelisk wystawiony na pamiątkę unii. Z polecenia ówczesnego prezesa Komisji Województwa Lubelskiego – Józefa Domańskiego obelisk przewrócono i porozbijano na części razem z kamiennymi statuami.

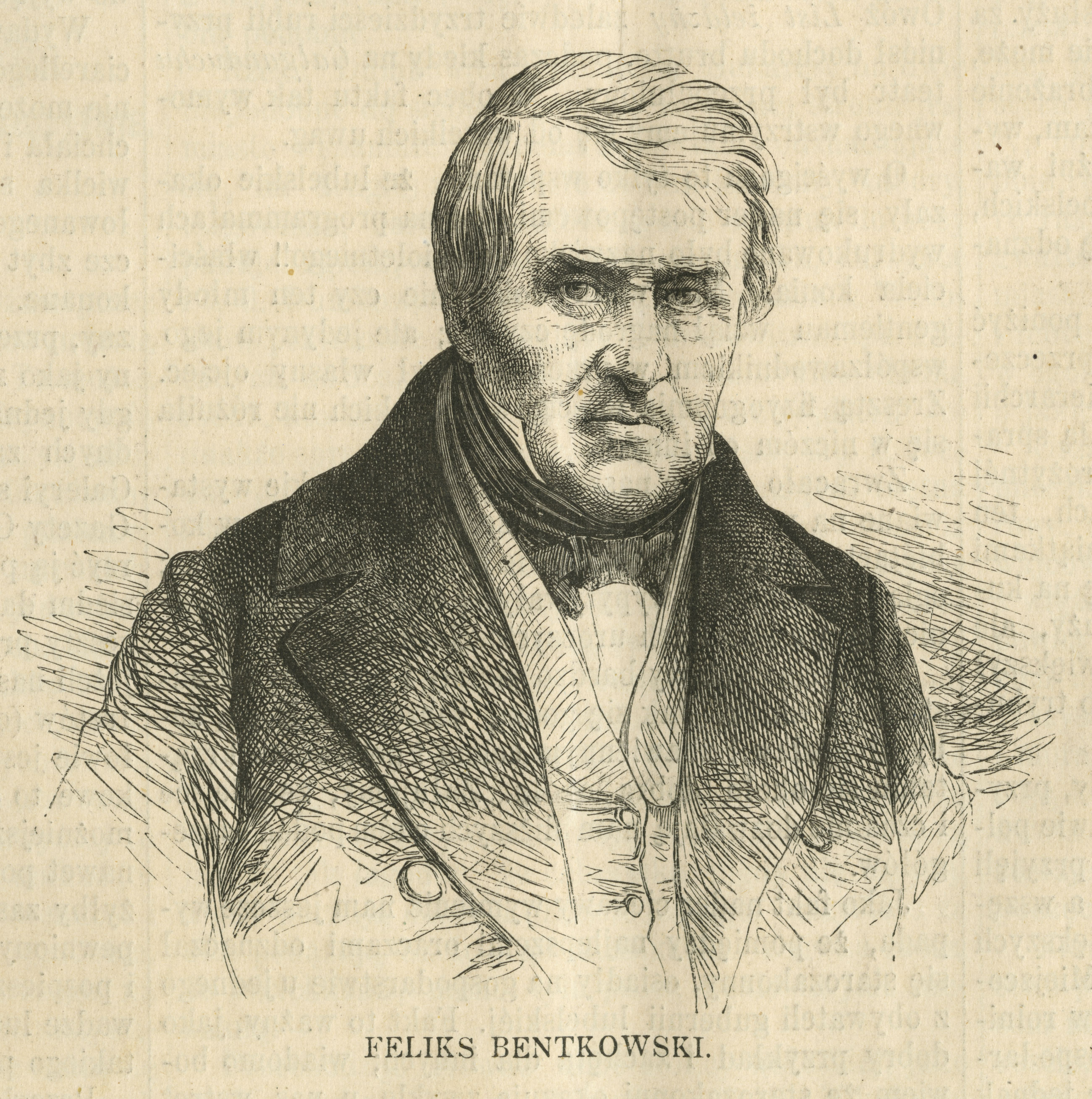
Projektant Feliks Bentkowski

Zgodę na wystawienie nowego pomnika uzyskał w listopadzie 1823 roku u władz carskich i za specjalnym zezwoleniem cara Aleksandra I ksiądz Stanisław Staszic. W roku 1824 przystąpiono do pracy. 6 lutego 1825 roku bibliograf i historyk literatury Feliks Bentkowski zaprezentował projekt. Pierwotnie planowano, by na obelisku znalazły się trzy płaskorzeźby: małżeństwo Jagiełły z Jadwigą oraz sejmy horodelski i lubelski. Ostatecznie zdecydowano o umieszczeniu płaskorzeźby Korony i Litwy. Pomnik odlano z żelaza w hutach kieleckich, należących do Staropolskiego Okręgu Przemysłowego, których powstanie i rozbudowę zainicjował właśnie Staszic. Uroczyste odsłonięcie monumentu odbyło się 26 sierpnia 1826 roku. Koszty budowy zamknęły się w kwocie 22 638 zł.

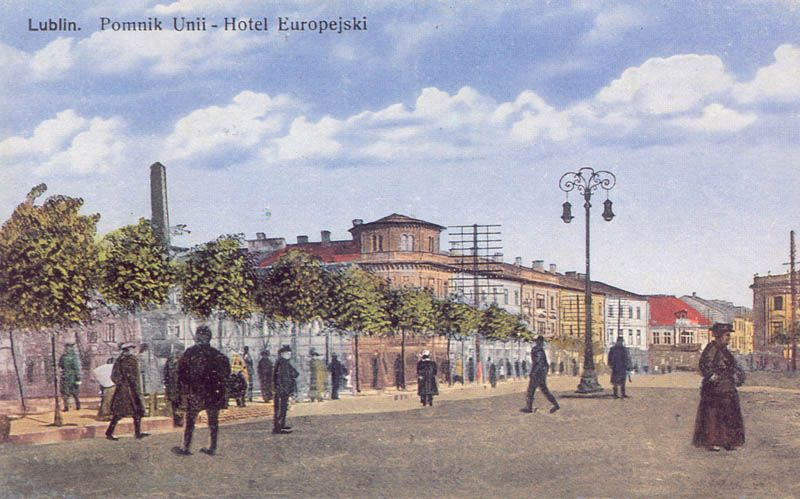
Plac Litewski i Pomnik Unii Lubelskiej na pocztówce z początku XX wieku.

Pomnik, ustawiony na specjalnie usypanym kopcu, był początkowo dostępny dla wszystkich. Z czasem otaczający go teren zadrzewiono i obsadzono krzewami, a na początku XX wieku ogrodzono żelaznym parkanem. Pod pomnikiem wystawiono murowaną altanę dla gubernatora, a skwer zamknięto i oddano wyłącznie do jego dyspozycji.
Pomnik upamiętnia zawartą w Lublinie unię Korony Królestwa Polskiego z Wielkim Księstwem Litewskim z 1 lipca 1569 roku. Klasycystyczną płaskorzeźbę przedstawiającą Polskę i Litwę zaprojektował Paweł Maliński, profesor rzeźby na Uniwersytecie Warszawskim. Pomnik Unii Lubelskiej jest symbolem miasta i przypomina o wielokulturowej i wieloreligijnej historii Lublina i Rzeczypospolitej Obojga Narodów.

## Opis architektoniczny

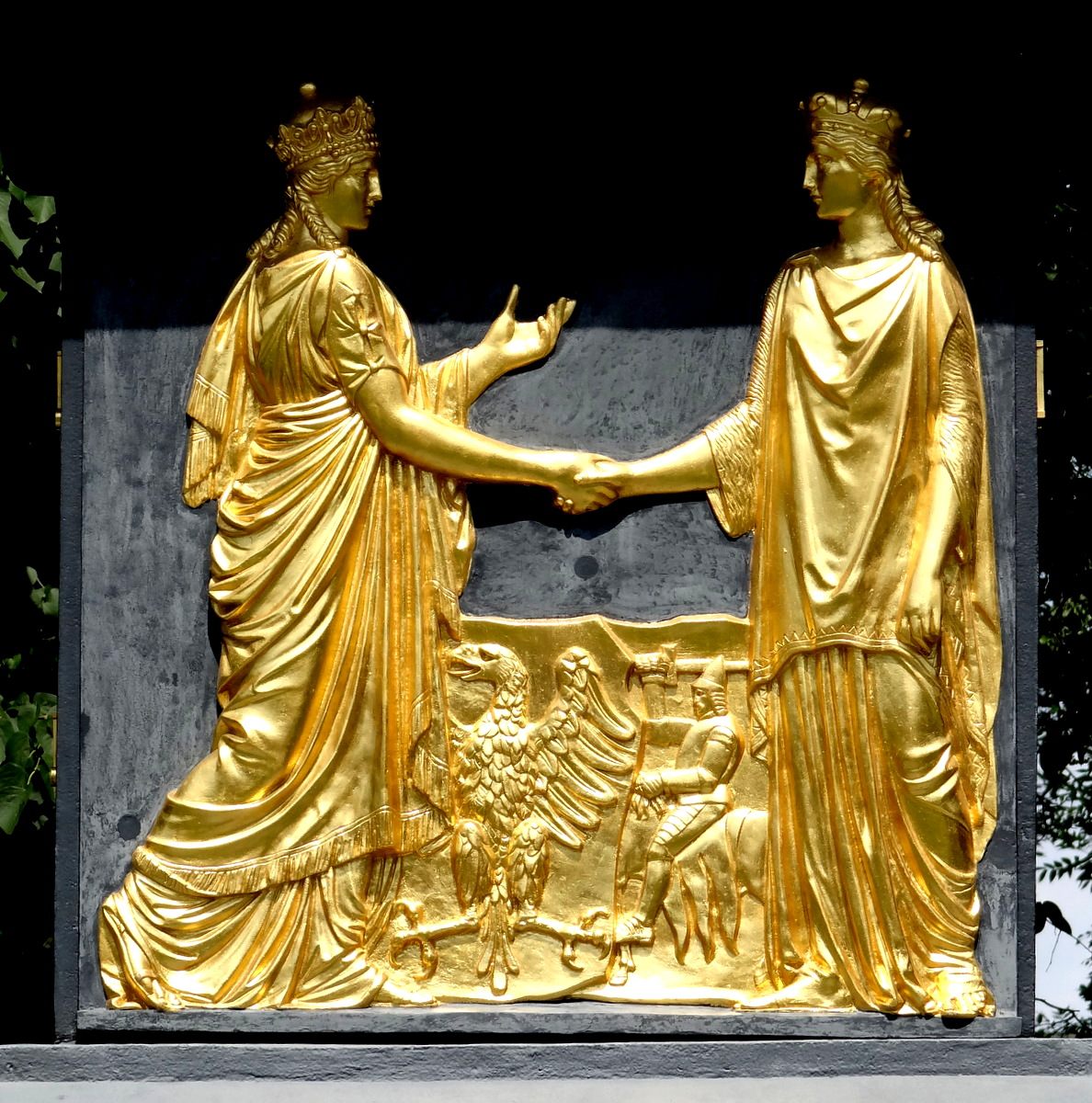
Płaskorzeźba Pawła Malińskiego

Pomnik wystawiono w formie wysokiego na 13 metrów, żeliwnego obelisku na murowanym, kwadratowym podeście, licowanym granitowymi płytami. Na podeście znajduje się postument, z masywnym cokołem i wydatnym gzymsem, z napisami z mosiężnych liter i płaskorzeźbą od strony frontowej. Relief przedstawia dwie stojące kobiety (symbolizujące Koronę i Litwę), zwrócone ku sobie, podające sobie prawe dłonie, z tarczami herbowymi obydwu państw (Polski – Orzeł Biały i Litwy – Pogoń) między sobą. Jego autor, Paweł Maliński, zawarł w tym geście symboliczną jedność Polski i Litwy, które połączyła unia zawarta w Lublinie w 1569 roku. Na tyle dolnego fragmentu obelisku znajdują się zamykane na dwa zamki drzwiczki, pozwalające na wejście do wnętrza pomnika.

## Renowacja

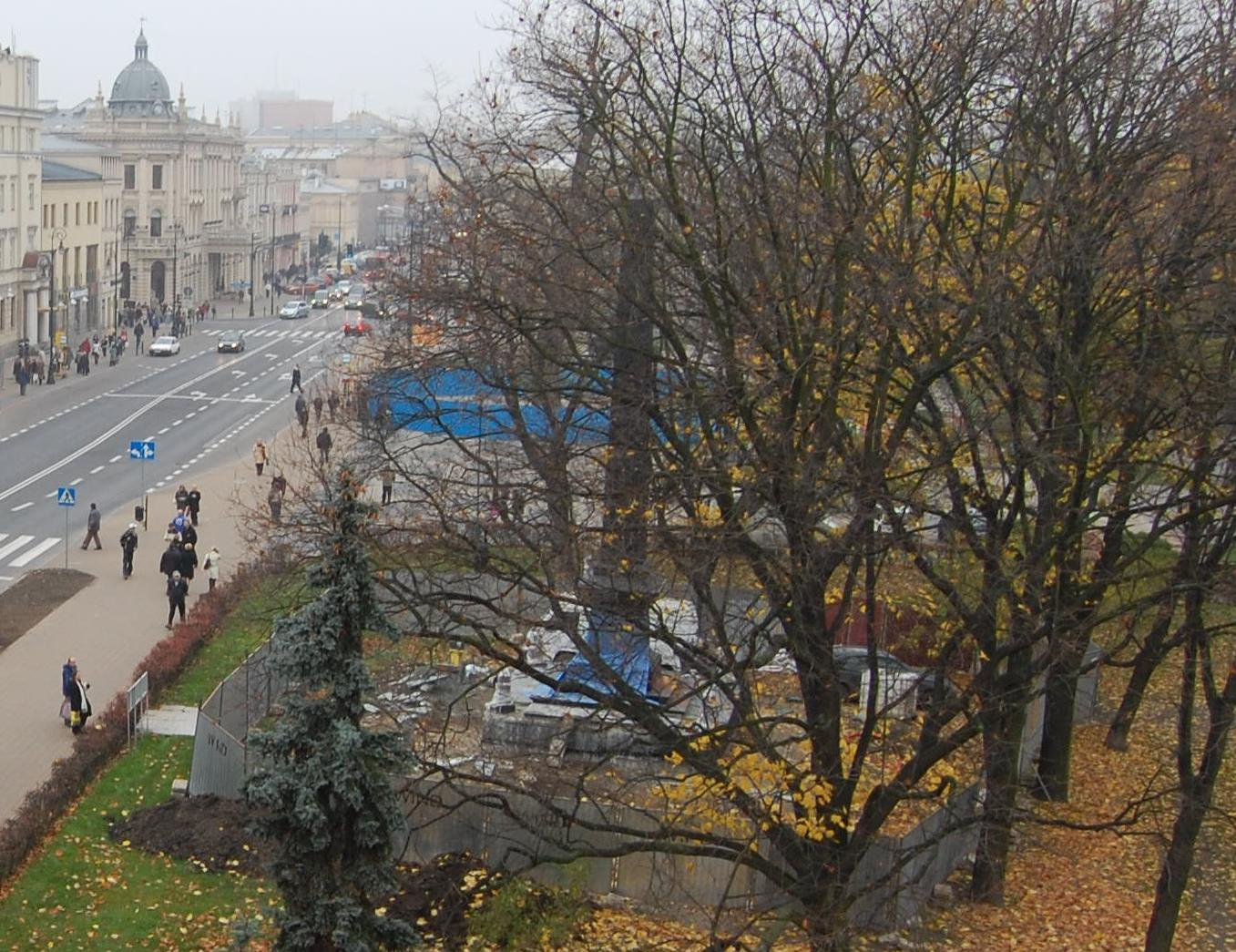
Pomnik w trakcie remontu w roku 2008

W roku 2008 pomnik został poddany renowacji, bowiem wojewódzki konserwator zabytków zaproponował, by dotychczasowy układ tarasowy zmienić na kopiec, tak jak było w XIX wieku. Ówczesny wygląd otoczenia uwiecznił w 1860 roku rysownik Adam Lerue. Zakres prac remontowych objął również wzmocnienie fundamentów, oczyszczenie obelisku z pozłacaną płaskorzeźbą, oraz wymianę uszkodzonego cokołu pomnika.
Płyta i litery trafiły do pracowni konserwatorskiej, gdzie zostały oczyszczone, a później pozłocone. Cały obelisk pokryto nową powłoką. W trakcie poprzednich robót konserwacyjnych, 24 lata wcześniej w obelisku złożono metalową skrzyneczkę, w której umieszczono wykonany na czerpanym papierze spis robót i nazwiska wykonawców. W roku 2008 razem z tym dokumentem został złożony nowy, na pamiątkę dla przyszłych pokoleń.
W sumie renowacja pomnika trwała od lipca 2008 do czerwca 2009 roku. W trakcie robót wzmocniono konstrukcję, odnowiona została iglica, a wokół monumentu usypano nowy kopiec, przywracając historyczny wygląd terenu. Prace przedłużyły się o siedem miesięcy, gdyż część z nich została źle wykonana i trzeba było je powtórzyć. Iglica monumentu była zabezpieczana dwa razy – za pierwszym razem zewnętrzna warstwa ochronna została źle wykonana. Zawinił wykonawca, który użył złego piasku, oraz urzędnicy i służby konserwatorskie, które wskazały złą technologię).